# استن بیوانس
استن بیوانس (انگلیسی: Stan Bevans; ۱۶ آوریل ۱۹۳۴ – ۷ اوت ۲۰۲۰) بازیکن فوتبال اهل بریتانیا بود.
از باشگاه‌هایی که در آن بازی کرده‌است می‌توان به باشگاه فوتبال استوک سیتی، باشگاه فوتبال مکلسفیلد تاون، و باشگاه فوتبال هینور تاون اشاره کرد.